# بريندا ماثيوز
بريندا ماثيوز (بالإنجليزية: Brenda Matthews) هي عداءة سريعة نيوزيلندية، ولدت في 19 فبراير 1949 في أوكلاند في نيوزيلندا.

## وصلات خارجية
- بريندا ماثيوز على موقع أوليمبيديا (الإنجليزية)